# Seleção Nepalesa de Futebol
A Seleção Nepalesa de Futebol representa o Nepal nas competições de futebol da FIFA. A equipe é controlada pela Associação de Futebol do Nepal, fundada em 1951 e filiada à FIFA em 1972. Ainda sem expressão no continente asiático, nunca disputou a fase final da Copa da Ásia.
Manda seus jogos no Dashrath Stadium.

## Breve histórico e momento atual
Em despeito à fraca seleção, o futebol é o esporte mais popular no Nepal.
O Nepal tem um longo histórico no futebol, existente desde 1921. Apesar da federação nacional ter sido fundada apenas 30 anos depois, o futebol chegou ao país por meio de estudantes ingleses que chegaram como alpinistas ou missionários budistas, e que por ventura, permaneceram em definitivo, disseminando assim a popularização e prática desse esporte.
O país possui uma imensa influência religiosa; símbolos religiosos e da monarquia eram representados até mesmo no escudo da federação. Em 2006, com o fim da monarquia, o símbolo fora alterado.
O técnico indiano Shyam Thapa, que comandou grandes times de seu país (especialmente o East Bengal e a seleção da Índia na década de 1970, chegando à terceira colocação na Copa da Ásia), chegou no começo de 2007 ao Nepal, com o objetivo de preparar a seleção nepalesa para um plano audacioso: classificar o time para a Copa de 2014, mas o sonho nepalês de disputar seu primeiro mundial encerrou-se na fase inicial.
A missão não será evidentemente fácil para uma seleção praticamente amadora, mas que conta com a paixão de sua torcida e alguns jogadores jovens que podem se tornar bons atletas à medida que ganham experiência.

## Títulos
- Jogos Sul-Asiáticos - 1984, 1993 e 2016
- Copa Solidariedade da AFC de 2016
- Bangabandhu Cup 2016

## Desempenho em Copas do Mundo
- 1930 a 1982 - não disputou;
- 1986 a 1990 - não se qualificou;
- 1994 - não disputou;
- 1998 a 2022 - não se qualificou;

## Recordes
- Atualizado até 27 de junho de 2023[5]

Jogadores em negrito ainda em atividade pela Seleção Nepalesa.
| # | Nome             | Partidas | Gols | Em atividade |
| - | ---------------- | -------- | ---- | ------------ |
| 1 | Kiran Chemjong   | 92       | 0    | 2008–present |
| 2 | Raju Kaji Shakya | 91       | 0    | 1982–1997    |
| 3 | Rohit Chand      | 84       | 0    | 2009–        |
| 4 | Biraj Maharjan   | 76       | 1    | 2008–2021    |
| 5 | Sagar Thapa      | 66       | 1    | 2003–2015    |
| 6 | Bharat Khawas    | 59       | 10   | 2008–        |
| 7 | Anjan Bista      | 58       | 12   | 2014–        |
| 8 | Ananta Tamang    | 55       | 4    | 2015–        |
| 9 | Anil Gurung      | 53       | 10   | 2007–2017    |
| 9 | Ju Manu Rai      | 53       | 11   | 2006–2015    |
| 9 | Sandip Rai       | 53       | 4    | 2008–2015    |

| #  | Nome               | Gols | Partidas | Média por jogo | Em atividade |
| -- | ------------------ | ---- | -------- | -------------- | ------------ |
| 1  | Nirajan Rayamajhi  | 13   | 21       | 0.62           | 2000–2008    |
| 1  | Hari Khadka        | 13   | 39       | 0.33           | 1995–2006    |
| 3  | Anjan Bista        | 12   | 58       | 0.21           | 2014–        |
| 4  | Ju Manu Rai        | 11   | 53       | 0.21           | 2006–2015    |
| 5  | Nawayug Shrestha   | 10   | 49       | 0.2            | 2015–        |
| 5  | Anil Gurung        | 10   | 53       | 0.19           | 2007–2017    |
| 5  | Bharat Khawas      | 10   | 59       | 0.17           | 2008–        |
| 8  | Bimal Gharti Magar | 9    | 41       | 0.22           | 2012–        |
| 9  | Basanta Thapa      | 8    | 34       | 0.24           | 1998–2006    |
| 10 | Naresh Joshi       | 6    | 15       | 0.4            | 1997–2000    |

## Treinadores
| - Rudi Gutendorf (1981–1982) - Jochen Figge (1984–1985) - Rudi Gutendorf (1986) - Joe Kinnear (1987) - Reinhard Fabisch (1989) - Dhan Bahadur Basnet (1989–1991) - Maheshwor Mulmi e Holger Obermann (1991–1993) - Dhan Bahadur Basnet (1993–1994) - Maheshwor Mulmi (1995) - Yogambar Suwal (1995) | - Bhim Thapa (1996) - Yogambar Suwal (1997) - Dhan Bahadur Basnet (1997) - Yoo Kee-heung (1998) - Torsten Spittler (1999) - Stephen Constantine (1999–2001) - Maheshwor Mulmi (2001) - Yoo Kee-heung (2003) - Toshihiko Shiozawa (2005–2006) - Shyam Thapa (2006–2007) | - Thomas Flath (2008) - Birat Krishna Shrestha (2008) - Krishna Thapa (2008–2009) - Yogambar Suwal (2009) - Krishna Thapa (2009–2011) - Graham Roberts (2011–2012) - Krishna Thapa (2012) - Jack Stefanowski (2013) - Raju Kaji Shakya (2014) - Jack Stefanowski (2014–2015) | - Dhruba KC (2015) - Patrick Aussems (2015–2016) - Bal Gopal Maharjan (2016) - Koji Gyotoku (2016–2018) - Bal Gopal Maharjan (2018) - Johan Kalin (2019–2020) - Bal Gopal Maharjan (2020–2021) - Abdullah Al Mutairi (2021–2022) - Pradip Humagain (2022) - Vincenzo Alberto Annese (2023–) |